# Aralsko-kaspijska nizina
Aralsko-kaspijska nizina je velika ravnica u Središnjoj Aziji koja se prostire oko obala Aralskog jezera i sjevernog dijela Kaspijskog jezera. Prostire kroz Azerbajdžan, Rusiju, Kazahstan, Uzbekistan i Turkmenistan. Sjeverni dio nizine koji se nalazi unutar kaspijskog slijeva zove se Prikaspijska nizina. Pustinjski dio koji se nalazi istočno od Prikaspijske nizine naziva se Turanska nizina. Dio koji se nalazi unutar Azerbajdžana naziva se Kura-araska nizina.
U mnogim dijelovima Aralsko-kaspijska nizina prevladavaju lesnata i pješčana područja. Navodnjavanje je slabo. Obrađivanje zemlje je moguće samo uz umjetno navodnjavananje. Na području nizine prisutna je suha klima. Vegetacija je rijetka. Mnoga slana jezera su preostala nakon isušivanja slanog kontinentskog mora. Stalne tekuće vode izostajaju. Postoju samo mali vodotoci koji su nastaju nakon kiše i snijega.